# Kurt Pettersén
Kurt Pettersén, né le 21 juin 1916 à Borås et mort le 15 novembre 1957 dans la même ville, est un lutteur suédois spécialiste de la lutte gréco-romaine.

## Carrière
Kurt Pettersén participe aux Jeux olympiques d'été de 1948 à Londres en lutte gréco-romaine et remporte la médaille d'or dans la catégorie des poids coqs.